# 綾川五郎次

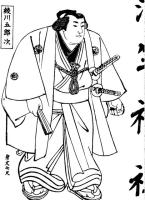
綾川五郎次

綾川五郎次（日语：／ Ayagawa Gorōji；1703年—1765年3月14日），日本江戶時代相撲力士，也是歷史上第二位橫綱。
他出身於下野國（櫪木縣），1717年晉升至大關。他是元文時期最強的力士，也是江戶、大阪及京都地區最著名力士，他的相撲生涯人們所知甚少，也沒比賽記錄存在，他身材非常高大，高2米，重150公斤。
他死於1765年3月14日，安葬於栃木市，但直到在他死後的150多年，他才被認定是第二代橫綱。